# 이경영 (고려)
이경영은 조선의 국성 전주 이씨의 시조 이한의 9대손이다.

## 상세
이충경의 아들로 벼슬은 생원 호장이었다.배위는 유수(留守) 윤필인(尹必仁)의 딸이다.
'이경영이 7세에 부모가 함께 돌아가시니 증조모 정씨(鄭氏)가 등에 업고 구걸하면서 키워 16세가 되어 유수 윤필인의 딸에게 장가가셨다. 윤씨 부인은 증조모 정씨를 섬길 때, 증 조모 정씨가 나이가 많고 치아마저 없자 윤씨는 자신의 젖을 짜서 지성으로 효도하여 천수를 마치게 하니, 고을 사람들이 모두 효성스런 손부라고 칭찬했다.'
《동국세기》와 《충효전》에도 똑같은 설화가 기록되어 있다. 다만 다른 점은 이러하다. 경 영공의 이름이 '직'(直) 또는 '진'(進)으로 표기되고, 증조모가 오씨로, 강남의 큰 장사꾼 최원(崔元 : 崔遠)에게 발탁되어 16세에 요명궁(寥明宮 : 瑤明宮) 거사(居士) 홍무(洪武 : 《충 효전》에는 洪務日)의 사위가 되었다. 부인 홍씨의 효행이 특이하여 97세 된 증조모 오씨가 치아가 없음을 알고 자신의 젖으로 봉양하여 101세까지 사시게 하고 돌아가시자 3년상을 치르는데 죽만 먹고, 그 애통함이 예도를 넘었었다는 점이다.